# Ōta Yūzō
Ōta Yūzō (太田雄蔵?) (1807 - 1856) fue un jugador japonés de go, considerado como uno de los mejores jugadores de su época.

## Biografía
Nació en 1807 bajo el nombre Kawahara Unosuke. Después, posiblemente a través de una adopción, cambió su nombre a Ota Unosuke, siendo éste es el nombre que se conserva en los registros de sus primeros partidos. Alrededor de los 21 años, lo cambió a Ota Ryosuke. Yuzo fue su opción final.
Era hijo de un comerciante. En el gran compendio de Zain Danso, está escrito que la familia era originaria de Yokoyama-cho en Edo. Shiraki Sukeemon, un contemporáneo de Yuzo, registró que el apellido paderno procede de un comerciante de sedas de Honcho Itchome (Edo). De cualquier modo, era originario de Edo -un Edokko- y fue recordado por su reputación de disfrutar la vida plenamente. Siendo joven ingresó en la escuela de la familia Yasui. A los trece años era tan un jugador tan fuerte como 2 o 3 Dan amateur actuales. 
El 24 de diciembre de 1848, a los 41 años, recibió el grado de 7-Dan. Entremedias, se enfrentó con Honinbo Shuwa (7-Dan), quien lograba dominarlo con mucha frecuencia. Pero el 4 de junio de 1846, Yuzo le daría a Shuwa una verdadera paliza, ganándole por abandono en 159 movimientos. 
Antiguamente, siempre que un miembro de una de las familias de Go alcanzaba el grado de 7-dan, recibía una subvención de las autoridades, y el jugador debía afeitar su cabeza como un sacerdote. De ese modo jugaban ante el shogun en los Juegos del Castillo Edo. Para las Familias del Go, esta era una cuestión del más alto honor, y rivalizaban entre sí para obtenerlo. Sin embargo, al alcanzar el 7.º Dan, Yuzo rechazó el donativo, así como participar en los juegos del castillo, y pidió no tener que afeitarse la cabeza; deseos a los que accedió la Academia de Go, estimando su habilidad. Esta decisión sentó un precedente sin igual, y la historia ha sido interpretada como una señal del crecimiento del populismo y de rechazo al poder del Shogun.

## Enfrentamientos con Honinbô Shûsaku
La fama de este jugador se debe a sus partidas con Shusaku, 22 años más joven que él.
La primera partida entre ellos se jugó el 11 de junio de 1842. Yuzo tenía 35 años y era 6-dan, y Shusaku tenía 13 años y era 2-dan. La ventaja fue de 2 piedras. Jugaron una serie de 11 partidos con resultado de Shusaku 7, Yuzo 3. 
No existía rivalidad entre ambos jugadores, quienes se veían bastante a menudo. Eran épocas difíciles, pero debido al carisma de Yuzo, consiguió que algunos comerciantes subvencionaran sus partidos. Justamente el patrocinamiento de sus encuentros es la razón por la que existen más de 600 partidas registradas de Yuzo; muchas más que las de Shusaku. Las partidas entre Yuzo y Shusaku estaban llamando la atención del público, y obtuvieron representación, lo que le dio la oportunidad a Shusaku para seguir jugando con Yuzo y elevar su nivel. 
En esa época apareció un vasallo del Shogun llamado Akai Gorosaku, cuyo nombre aparece como el patrocinador de muchos eventos relacionados al Go. En la primavera de 1853, un grupo de jugadores se reunió en su mansión. Entre ellos estaban Yasui Sanchi, Ito Showa, Sakaguchi Sentoku, Hattori Seitetsu y el mismo Ota Yuzo. La conversación giró en torno al futuro de Shusaku, y su capacidad de juego. Había casi un acuerdo general de que nadie de los presentes tenía su nivel, pero Yuzo difería, considerando que él y Shusaku estaban al mismo nivel. Oyendo esto, Akai decidió organizar bajo su auspicio, un desafío a 30 partidas entre Yuzo y Shusaku, para determinar quien era el mejor.
Cabe señalar que en la década de 1850, Shusaku barrió a todos sus rivales. Aparte de Shuwa que era el maestro de Shusaku -en lugar de un rival-, el único jugador que podría oponer dura resistencia contra Shusaku era Ota Yuzo. Incluso después que Shusaku se equiparó en categoría con Yuzo (1849), este le ganó a Shusaku casi tan a menudo como Shusaku le ganó a él.
Durante el desafío, Yuzo nunca le ganó con blancas a Shusaku, por lo que el empate fue un triunfo para Yuzo. Probablemente para disfrutar su fama como el de Shusaku, Yuzo se embarcó en una gira por el interior de Japón, durante la cual murió, en la posada Kajiyashiki de la familia Takada en Echigo, el 31 de diciembre de 1856. Cuando Shusaku se enteró de la muerte de Yuzo, sufrió amargamente.

## Legado
Yuzo ha dejado su marca en la historia del Go. Algunos dicen que era "un actor de kabuki frente al tablero de Go", otros han destacado la forma en que sondeaba las intenciones de sus rivales (yosu wo miru) y su aptitud para disponer en forma flexible sus piedras (Sabaki) sobre el tablero. Honinbo Shuho alabó la eficacia de sus jugadas, conseguía siempre ser el primero en ocupar los puntos grandes. Era un jugador rápido e intrépido. Sus partidos daban la impresión, según Hashimoto Shoji (9-dan), de estar llenos de variantes, y de posibilidades. Su estilo se asemejaba al de un boxeador que combinaba un ingenioso juego de piernas, con golpes muy duros e inteligentemente distribuidos, que iban debilitando al rival. 
Integró el grupo de los mejores cuatro de su época, junto a Shusaku, Shuwa y Yasui Sanchi. Shusaku consideraba que Yuzo era el mejor de los cuatro. Pero lo cierto es que Shusaku tenía grandes dificultades para vencer a Yuzo. Por su parte Shuwa, que  vencía con facilidad a Yuzo, pero que debía esforzarse mucho para superar a Yasui Sanchi, probablemente habría considerado a Sanchi, como el más fuerte. 
- Datos: Q8081742